# 연안파
연안파(延安派)는 조선민주주의인민공화국에 있던 공산단체였다. 소련파와 마찬가지로 1950년대에 숙청되었다.
중국 국민당과 행동을 함께 했던 임시정부세력과는 달리 중국공산당 지도부가 있던 옌안을 중심으로 공산주의운동을 하다가 귀국한 세력이 중심이었기 때문에 연안파란 이름이 붙었다. 이들중에는 조선의용대에 참여했던 인사들도 있다.

## 역사
주요인물로는 김두봉, 최창익, 김무정, 박일우, 한빈, 윤공흠, 서휘, 방호산 등이 있다. 이들은 일제 때 중국에서 항일투쟁을 전개했으며, 1942년 7월 산시성(山西省)의 타이항산(太行山)에서 조직된 '화북조선독립동맹'과 '조선의용군'에서 활동하던 인물들이다. 이들은 대체로 중국의 동북지방에서 국공(國共) 내전에 참전했던 사람들을 제외하고는 1945년 11월부터 그해말에 걸쳐 입국했다. 그리고 1946년 2월 16일 '조선독립동맹'을 개칭해 조선신민당(朝鮮新民黨：당수 김두봉)을 결성했다. 조선신민당은 1946년 8월말 북조선공산당과 합당하여 북조선노동당으로 출범했으며, 이때 연안파 인물들은 북한 정치의 장에 전면적으로 등장하게 된다. 그러나 연안파는 6·25 전쟁 이후 북한 사회주의건설의 노선을 둘러싸고 김일성 중심의 지도집단과 대립하다가 결국 1956년 '8월 종파사건' 이후 대부분 당에서 축출되거나 숙청당했다.

## 같이 보기
- 소련파
- 남로당파
- 갑산파